# Ilhéus do Porto Santo
Ilhéus do Porto Santo este o arie protejată (arie specială de conservare — SAC, sit de importanță comunitară — SCI) din Portugalia întinsă pe o suprafață de 209,49 ha, integral pe uscat.

## Localizare
Centrul sitului Ilhéus do Porto Santo este situat la coordonatele 33°00′15″N 16°23′00″W / 33.0042°N 16.3833°V.

## Înființare
Situl Ilhéus do Porto Santo a fost declarat sit de importanță comunitară în iunie 1995 pentru a proteja 4 specii de plante și 20 de specii de animale. Situl a fost protejat și ca arie specială de conservare în noiembrie 2009.

## Biodiversitate
Situată în ecoregiunea , aria protejată conține 3 habitate naturale: Faleze cu floră endemică de pe coastele macaroneziene, Tufărișuri termo-mediteraneene și de pre-deșert, Păduri de Olea și Ceratonia.
La baza desemnării sitului se află mai multe specii protejate:
- plante (4): Calendula maderensis, Chamaemeles coriacea, Monizia edulis, Phagnalon benettii
- păsări (17): Anthus berthelotii, Apus unicolor, pietruș (Arenaria interpres), Bulweria bulwerii, șorecarul comun (Buteo buteo), Calonectris diomedea, prundăraș de sărătură (Charadrius alexandrinus),  prundaș gulerat mic (Charadrius dubius), porumbel (Columba livia), Larus michahellis, Oceanodroma castro, Puffinus assimilis, Serinus canaria, Sterna dougallii, chiră de baltă (Sterna hirundo), guguștiuc (Streptopelia decaocto), pupăză (Upupa epops)
- nevertebrate (3): Caseolus calculus, Caseolus commixta, Idiomela subplicata

Pe lângă speciile protejate, pe teritoriul sitului au mai fost identificate 25 de specii de plante, 25 de specii de nevertebrate, 1 specie de reptile.